# 203. Sicherungs-Division (Wehrmacht)
Die 203. Sicherungs-Division war eine deutsche Infanteriedivision im Zweiten Weltkrieg der Heeresgruppe Mitte.

## Geschichte

### Aufstellung
Am 1. Juni 1942 wurde der Stab der Sicherungs-Brigade 203 zur 203. Sicherungs-Division umbenannt. Die Division wurde, weiterhin der Heeresgruppe Mitte zugeordnet, erst im rückwärtigem Heeresgebiet u. a. zur Partisanenbekämpfung eingesetzt.

### Operation Bagration
Während der Operation Bagration (Juni 1944) war die 203. Sicherungs-Division im Rahmen des XXIII. Armeekorps im Raum Petrikow am Pripjet eingesetzt. Im Verband der 2. Armee wurde die Division über Pinsk am Südufer der Jasiolda nach Kobryn und bis Ende Juli 1944 auf Brest-Litowsk zurückgedrängt. Anfang August musste die Division weiter über Drohiczyn am nördlichen Ufer des Bug auf Ostrolenka zurückgehen. 

### Auflösung durch Umgliederung
Am 21. Dezember 1944 fand an der Front zwischen Bobr und Narew-Gebiet in Polen die Umgliederung in die 203. Infanterie-Division statt.

## Kriegsverbrechen
Das Sicherungs-Regiment 608 war im gleichen Monat am Massaker von Wola beteiligt. Anschließend wurde die Division der 4. Armee zugeordnet.

## Gliederung
- Sicherungs-Regiment 613
  - Landesschützen-Bataillon 221
  - Landesschützen-Bataillon 243
  - Landesschützen-Bataillon 420
  - Landesschützen-Bataillon 608
  - Landesschützen-Bataillon 916
  - Landesschützen-Bataillon 473
- Reserve-Polizei-Bataillon 91
- Landesschützen-Regiment 34
  - Landesschützen-Bataillon 244
  - Landesschützen-Bataillon 642
- Landesschützen-Regiment 27
  - Landesschützen-Bataillon 706
  - Landesschützen-Bataillon 323
- Sicherungs-Regiment 608
  - Landesschützen-Bataillon 825
  - Landesschützen-Bataillon 432
- Artillerie-Abteilung 507
- Ost-Kompanie 1./203
- Ost-Reiterschwadron 2./203
- Ost-Batterie 203 (ab 1944)
- Nachrichten-Kompanie 203
- Pionier-Kompanie 203 (ab 1944)
- Versorgungseinheiten 203

## Kommandeure
- Generalleutnant Rudolf Pilz (1888–1975), Januar 1943 – 19. August 1944, ehemaliger Kommandeur der 358. Infanterie-Division, 333. Infanterie-Division und 464. Ersatz-Division
- Generalleutnant Max Horn (1889–1981), 19. August 1944 – 18. November 1944, ehemaliger Kommandeur der 214. Infanterie-Division und 719. Infanterie-Division
- Generalleutnant Wilhelm Thomas (1892–1976), 18. November 1944 – 21. Dezember 1944, ehemaliger Kommandeur der 321. Infanterie-Division, 539. Landesschützen-Division, als Kommandeur zur 203. Infanterie-Division